# Cryptus longiterebratus
Cryptus longiterebratus là một loài tò vò trong họ Ichneumonidae.